# 関市立田原中学校
関市立田原中学校（せきしりつ たわらちゅうがっこう）は、かつて岐阜県関市に存在した公立中学校。

## 概要
- 旧・加茂郡田原村の中学校であった。
- 校舎は田原保育園に転用された。2019年現在、跡地は関市立田原保育園となっている。

## 沿革
- 1947年（昭和22年）4月1日 - 田原村立田原中学校として開校。田原小学校の一部を仮校舎とする。
- 1950年（昭和25年）10月15日 - 武儀郡関町と加茂郡田原村が合併し市制施行。関市となる。同時に関市立田原中学校に改称する。
- 1951年（昭和26年） - 校舎が完成。
- 1969年（昭和44年）
  - 1月 - 旭ヶ丘中学校への統合が決まる。
  - 3月 - 旭ヶ丘中学校に統合され廃校。関市立旭ヶ丘中学校田原分教室となる。
- 1970年（昭和45年）3月 - 旭ヶ丘中学校田原分教室を廃止。
- 1987年（昭和62年）4月1日 - 旭ヶ丘中学校から桜ケ丘中学校が分立し、田原地区は桜ケ丘中学校の校区となる。